# بناء عالم

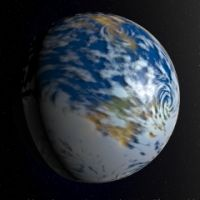
نموذج لعالم مبني كما يُرى من الفضاء

بناء عالم هو عملية تشييد عالم عالم خيالي أحيانًا ما يرتبط بكون خيالي. يعد تطوير بيئة خيالية بصفات متماسكة مثل التاريخ والجغرافيا والبيئة مهمة أساسية للعديد من كتاب الخيال العلمي أو كتاب الفنتازيا.  وغالبًا ما تنطوي عملية بناء العالم على جغرافيا خيالية خاصة بهذا العالم، وخلفية درامية، وبيئة نباتية، وحيوانية، والسكان، والتكنولوجيا، وغالبًا إذا كان العمل الذي سيُكتب من فئة الخيال التأملي تُنشأ أيضًا أجناس مختلفة. قد يشمل ذلك عادات اجتماعية وكذلك لغات مصطنعة لهذا العالم الجديد.     :PT103